# PanKe Shava
PanKe Shava (ПанКе Шава) — украинская рок-группа, образованная в 2008 году во Львове фронтменом группы «Воздушный змей» (укр. «Повітряний змій») Тимофеем Мороховцем.
Стиль «PanKe Shava» можно описать как «rock`n`love» с элементами этно. «В творчестве парней ощутимо вырисовывается явная симпатия и интерес прежде всего к истокам рок-н-ролла. В поисках собственного звучания они отталкивались от всего неукротимого, увлекательного и непосредственного, что есть в рок-музыке. Это ансамбль, в арсенале которого не только сочная рок-палитра, но и такая инструментальная изюминка как скрипка, труба и ксилофон. Это делает их абсолютно узнаваемыми среди других представителей рок-музыки».
Название «PanKe Shava» в переводе с санскрита означает «Властелин солнечных лучей» или «Тот, кто побеждает».

## История

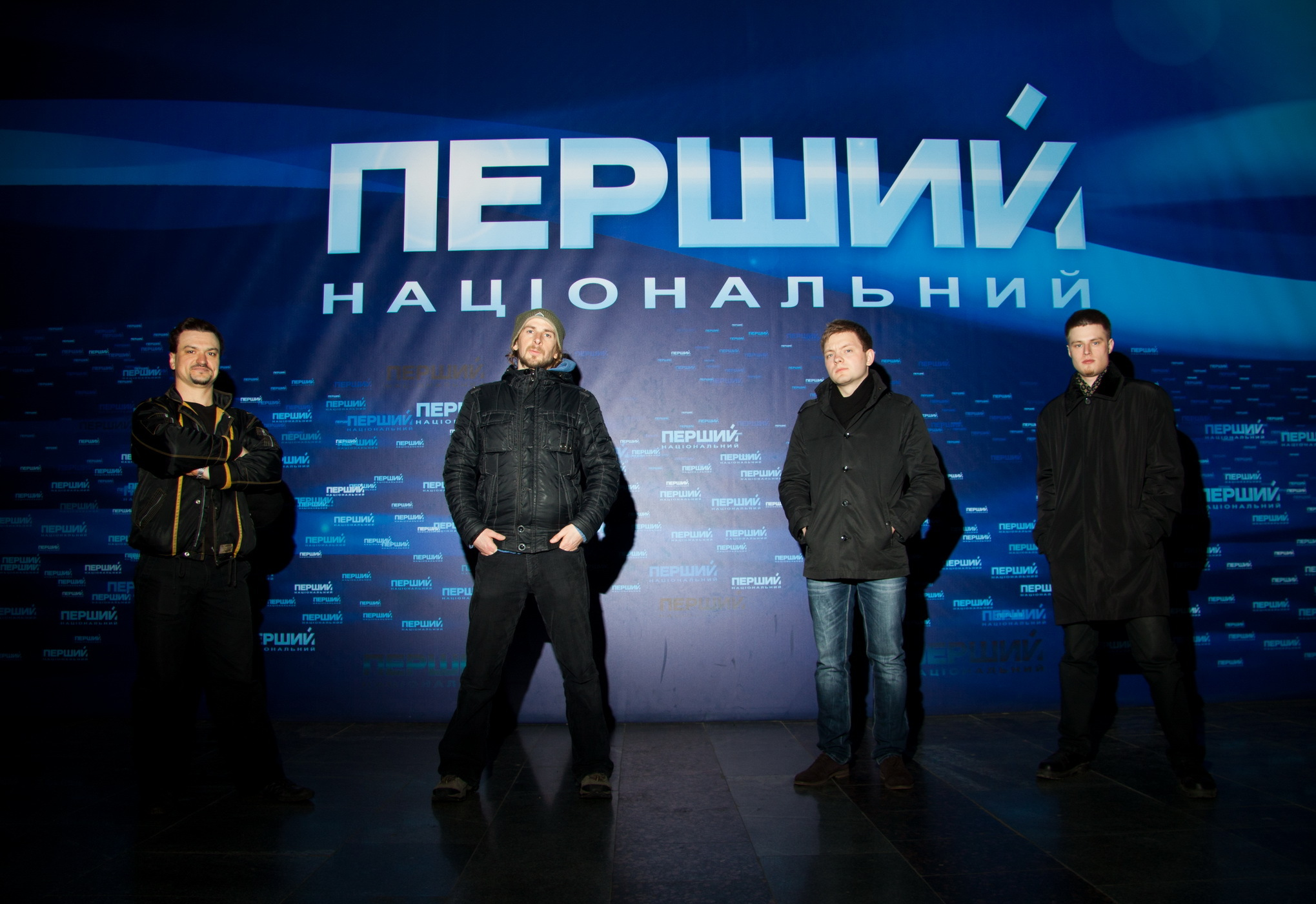
«PanKe Shava» на музыкальном теле-марафоне «Песня объединяет нас!»

Группа «PanKe Shava» образована в 2008 году во Львове фронтменом группы «Воздушный змей» (укр. «Повітряний змій») Тимофеем Мороховцем. Группа несколько раз меняла состав и своё местопребывание — переместившись из Львова в Полтаву, а сейчас базируется в г. Киев.
Артисты популяризируют украинскую культуру в Польше и за её пределами в доступной для современной молодёжи форме.
За время своего существования успели побывать участниками и хедлайнерами многих фестивалей, в том числе, «Austin City Limits Music Festival» (США), «Noc Kultury» (Польша), «Флюгеры Львова» (Украина), «Червона Рута» (Украина), «Columbus Arts Festival» (США), «Europejski Stadion Kultury» (Польша), «Bitwa Narodow» (Польша), «Фестиваль британского рока» (Украина), «Gipper Tattoo Fest» (Украина), «Отрокив» (Украина), «Млиномания» (Украина), «Студреспублика» (Украина), «Battle of the Nations» (Украина), «Вйо Кобеляки» (Украина).
Кроме того, в 2012 году группа приняла участие в самом длинном в мире музыкальном теле-марафоне «Песня объединяет нас!» на Первом национальном канале, который занесён в Книгу рекордов Гиннесса.
В 2013 году «PanKe Shava» сыграли на таких крупных фестивалях как «Рок’n’Сич» (Украина), «Bataille des Nations» (Франция), «The Best City.UA» (Украина), «Woodstock Украина», «Przystanek Woodstock» (Польша), «Бандерштат» (Украина), а также дали ряд концертов на центральной концертной площадке Украины — Майдане Незалежности.
С 2010 года «PanKe Shava» ежегодно зимой проводит тур городами Украины «P.S.Love Tour», а в 2013 году программа «Квадрат У» сняла фильм о том, как живется музыкантам в процессе этого тура.
Группа берет участие в социальных проектах, регулярно проводит музыкальные программы в высших учебных заведениях, организовывает благотворительных концерты как добровольный вклад в культурное развитие молодёжи, берет участие в реализации программ, направленных на пропаганду здорового образа жизни среди молодёжи, воспитания культурно-моральных ценностей, профилактику негативных явлений в обществе, таких как наркомания и алкоголизм.
В 2013 году группа «PanKe Shava» активно сотрудничала с фондами «Большой оркестр праздничной помощи» (концерт в Варшаве 13 январе в финале «WOŚP») и «Сердце к сердцу» (концерт в поддержку акции «Почуй свит!» — рус. Услышь мир!).

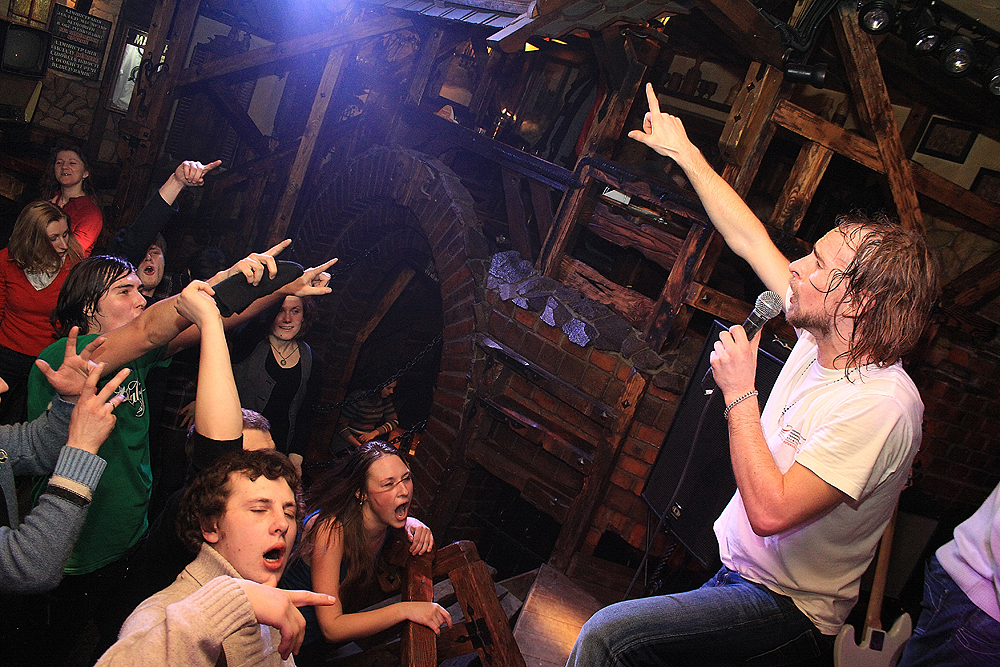
P.S. LOVE TOUR 2012

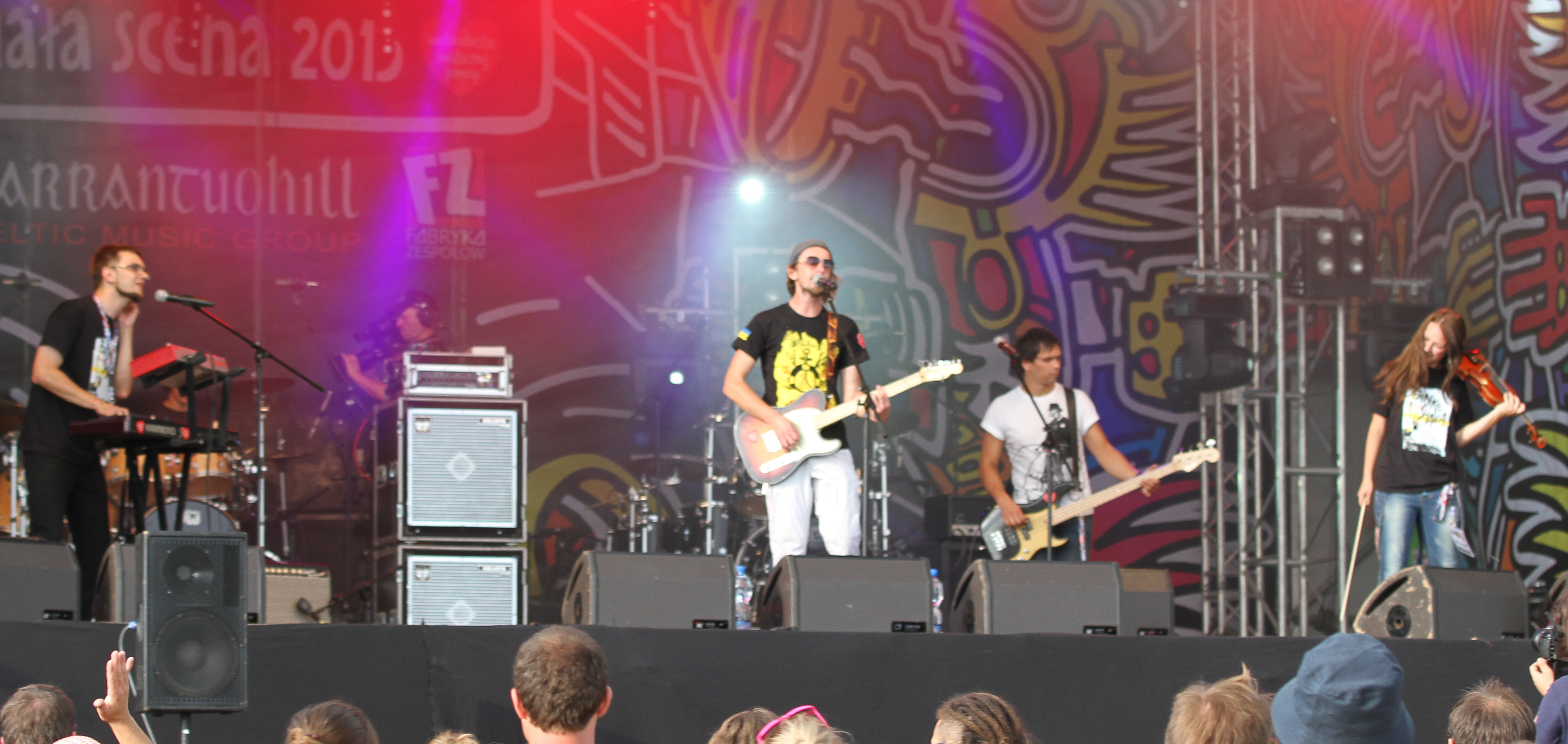
«PanKe Shava» на фестивале «Przystanek Woodstock»

## Состав

### Нынешний
- Тимофей Мороховец — вокал, гитара
- Катя Перекопская — скрипка
- Павел Гвоздецкий — клавишные, вокал
- Вадим Полторак — бас-гитара, бэк-вокал
- Андрей Ващенко — барабаны
- Никита Перекопский — труба

### Бывшие участники
- Роман Антипов — перкуссия (2008)
- Святослав Бабий — перкуссия (до 2009 года)
- Серб «Нафаня» Свирский — бас-гитара (до 2009 года)
- Алексей Диброва — барабаны (2010)
- Виталий Вялый — барабаны (2008—2009, 2011)
- Сашка Чех — скрипка (до 2011 года)
- Богдан Шкуринский — баян (до 2012 года)
- Алекс Попель — барабаны (до 2012 года)
- Иван Сопельняк — бас-гитара (до 2012 года)
- Павел Молюкевич — бас-гитара (2012)
- Тарас Мельниченко — барабаны (2012—2013)
- Макс Кортес — гитара (2011, 2013)

## Дискография
- Strange World (EP, 2010)
- Maydan Birthday limited edition (2013)